# P (pel·lícula)
P és una pel·lícula de terror tailandesa i britànica dirigida per Paul Spurrier el 2005. Tracta temes de bruixeria i l'aparició del monstre de les creences mitològiques tailandeses i cambodjanes phi. És la primera pel·lícula rodada en tailandès per un occidental. Per a fer la pel·lícula el director aprengué la llengua abans. Fou criticada per la manera que mostrava la indústria del sexe tailandesa.
Tingué crítiques negatives.